# Luis Alvarenga
Luis Alvarenga (n. 1969) escritor, catedrático y filósofo salvadoreño. Formó parte del taller literario Xibalbá, en la década de los años ochenta y en los noventa trabajó como redactor del periódico Colatino, en donde tuvo a su cargo el Suplemento Cultural Tres Mil y Aula Abierta.
Obtuvo una licenciatura en Filosofía por la Universidad Centroamericana (UCA) en 2004, con un trabajo monográfico sobre María Zambrano y se doctoró en Filosofía Iberoamericana en la misma universidad, en 2010, con una investigación sobre el pensamiento político del escritor Roque Dalton. Desde 2003 coordina la Revista Realidad, que publica la Facultad de Humanidades de la UCA, en donde funge además como catedrático desde 2005.
Fue director de la revista Cultura entre julio de 2005 y mayo de 2012, y director de la Dirección de Publicaciones e Impresos (DPI) de CONCULTURA, en 2007.
Como escritor ha obtenido varios premios, entre los que destacan los juegos florales de Cojutepeque, en la categoría de ensayo por un trabajo sobre Roque Dalton, que dio pie en 2002 al libro "El ciervo perseguido".
Es autor de numerosos artículos. Ha participado en los festivales de poesía en Val-de-Marne (Francia, 2001), en el Primer y Segundo Festival Internacional de Poesía de Granada (Nicaragua, 2005 y 2006), así como en los festivales nacionales El Turno del Ofendido y Festival Internacional de Poesía de El Salvador.

## Publicaciones

### En poesía
- "Otras guerras" (Cábala Editores, 1995)
- "Poesía salvadoreña del siglo XX" (antología de Maria Poumier)
- "Trílces trópicos" (antología de Ed. La Garúa)
- "Poesía emergente de El Salvador y Nicaragua" (antología de Ed. 400 Elefantes)
- "Libro del sábado" (Impresos Mazatli, 2001)
- "Dante" (Editorial Equizzero, 2012)

### Investigaciones
- "El ciervo perseguido. Vida y obra de Roque Dalton" (DPI, 2002; ISBN 9992300949, 9789992300947)
- "Roque Dalton: la radicalización de las vanguardias" (Editorial Universidad Don Bosco, 2011; ISBN 9992350348).

### Antologías
- "La Mágica Raíz", ensayos de Pedro Geoffroy Rivas (DPI, 1998)
- "Su estrella elegida", poesía de Arquímedes Cruz (1998)
- "Esto Soy", poesía de Claribel Alegría (DPI, 2004)
- "Mañana será el Asombro", tres volúmenes de poesía de Hugo Lindo (DPI, 2006)
- "Cruce de Poesía. Nicaragua-El Salvador" (Ediciones 400 Elefantes, 2006), en coautoría con Marta Leonor González y Juan Sobalvarro
- "Obra narrativa", de Miguel Ángel Espino (DPI, 2007)
- "En busca de Ítaca. Obra escogida", de Roberto Armijo (DPI, 2007).